# En penumbras
En Penumbras es el segundo libro del escritor uruguayo Fernando Amado. El mismo fue publicado por Editorial Fin de Siglo en 2008.

## Reseña
«En Penumbras. La masonería uruguaya (1973 - 2008)» . El libro es una investigación sobre la Francmasonería en Uruguay en los últimos 35 años. Un relato sobre el periplo de la institución desde el resquebrajamiento de las instituciones democráticas al gobierno de Tabaré Vázquez, connotado masón.
Este libro ganó el Premio Bartolomé Hidalgo revelación y el Premio Libro de Oro en el rubro no ficción en 2008 entregados por la Cámara Uruguaya del Libro. Es éxito de superventas se encuentra en su decimoquinta edición; estuvo en Uruguay entre los diez más vendidos en 2006.